# Adrian Kivumbi Ddungu
Adrian Kivumbi Ddungu (* 15. Juli 1923 in Ssango, Uganda; † 30. Dezember 2009 in Kampala, Uganda) war ein ugandischer Geistlicher und der zweite Bischof von Masaka.

## Leben
Adrian Kivumbi Ddungu studierte am Bukalasa Seminar in Masaka. Er empfing am 20. Dezember 1952 die Priesterweihe.
Papst Johannes XXIII. ernannte ihn am 11. November 1961 zum Bischof von Masaka. Die Bischofsweihe spendete ihm am 10. Januar des nächsten Jahres der Erzbischof von Rubaga, Joseph Kiwánuka MAfr; Mitkonsekratoren waren Vincent Billington MHM, Bischof von Kampala, und Vincent Joseph McCauley CSC, Bischof von Fort Portal. Er war Teilnehmer aller vier Sitzungsperioden des Zweiten Vatikanischen Konzils.
Bischof Ddungu war Präsident der Bischofskonferenz von Uganda von 1977 bis 1982. Er war Vorsitzender der Kommission für die Mission in der Bischofskonferenz. Er engagierte sich immer wieder für die Bevölkerung von Uganda, insbesondere im Kampf gegen HIV/AIDS. Er wehrte sich unter anderem gegen die Gesetzesänderungen im Landrecht.
Am 10. Januar 1998 nahm Johannes Paul II. seinen altersbedingten Rücktritt an.
Er starb an den Folgen eines Schlaganfalls im Nsambya Hospital in Kampala, Uganda.